# Bartsia integrifolia
Bartsia integrifolia är en snyltrotsväxtart som beskrevs av Hugh Algernon Weddell. Bartsia integrifolia ingår i släktet svarthösläktet, och familjen snyltrotsväxter. Inga underarter finns listade i Catalogue of Life.